# Franz Katz
Franz Michael Katz (Anversa, 1782 – Colonia, 28 maggio 1851) è stato un disegnatore, collezionista d'arte, miniaturista, ritrattista, docente di belle arti e commerciante d'arte tedesco.

## Biografia
Katz ha frequentato l'Accademia d'arte di Düsseldorf per cinque anni, sotto la direzione di Johann Peter von Langer. Nel 1805 si stabilì a Colonia come ritrattista e miniaturista. Lì nel 1812 fondò anche una "Scuola superiore di disegno e pittura", che formava giovani artisti di entrambi i sessi e ben presto si guadagnò una buona reputazione come istituzione educativa privata per la classe benestante di Colonia. Tra i suoi studenti ci furono anche Carl Joseph Begas, Otto Grashof e Franz Ittenbach.
Katz era un membro della "Società Olimpica" fondata a Colonia nel 1809 da Ferdinand Franz Wallraf e Johann Caspar Schug (1766-1818), particolarmente dedita all'arte e alla letteratura. Come collezionista privato, costituì un'importante collezione di dipinti, incisioni su rame e calchi in gesso basati su statue antiche. Nel 1847,purtroppo, Katz fu costretto a vendere la collezione all'asta per poter soddisfarele richieste dei suoi creditori.
La moglie di Katz, Karolina (Carolina), Uphoff fu anch'essa pittrice e miniaturista.